# Ангэрэб
Ангэрэб (Ангареб, Анджено, Анджерб; в Судане: Эс-Салам, Бахр-эс-Салам, Бар-ес-Салам) — река на северо-западе Эфиопии и на востоке Судана. Правый приток Атбары (на высоте 475 м).
Длина — 220 километров.
Начинается к северу от Дакуа выше 2600 м над уровнем моря, северо-восточнее Гондэра в регионе Амхара, и течёт на запад.